# Teoria del gioco di ruolo
Una teoria del gioco di ruolo è uno studio accademico e critico sul gioco di ruolo come fenomeno sociale o artistico. Le teorie sui giochi di ruolo  cercano di comprendere cosa siano i giochi di ruolo, come funzionano e come i processi dei giochi di ruolo possano essere raffinati per migliorare l'esperienza di gioco e produrre prodotti di gioco più utili.

## Storia
La prima riflessione critica organizzata sui giochi di ruolo e le relative ricerche accademiche su di essi, dalla loro nascita nella metà degli anni 1970 fino alla fine degli anni 80, puntava ad esaminare e confutare le prime controversie riguardo ad essi.. Probabilmente, il primo studio tecnico sul campo in termini clinici è stata la pubblicazione di Shared Fantasies: Role Playing Games as Social Worlds di Gary Fine. Gary Gygax, co-ideatore di Dungeons and Dragons insieme a Dave Arneson, pubblicò due libri sulla sua filosofia del gioco di ruolo, Role Playing Mastery: Tips, Tactics and Strategies nel 1989, e Master of the Game nel 1990.
Nel 1994-95 la Inter * Active, (successivamente ribattezzata  Interactive Fiction)  pubblicò una rivista dedicata allo studio dei giochi di ruolo. Nel primo numero Robin Laws propose la creazione di una teoria critica sui giochi di ruolo. Dalla fine degli anni novanta la discussione sulla natura dei giochi di ruolo sul newsgroup rec.games.frp.advocacy aveva generato diverse teorie che vennero riprese da altri siti, influenzando teorici in Francia e Scandinavia. La scena scandinava del gioco di ruolo dal vivo vide emergere diversi campi ideologici contrapposti circa la natura e la funzione dei giochi di ruolo, e si cominciarono a tenere annualmente un convegno  sui giochi di ruolo dal vivo, chiamate "Knutepunkt". Il primo Knutepunkt si tenne a Oslo nel 1997 e l'annuale convention viene organizzata ancora oggi.
Nel ventunesimo secolo, la autodefinitasi comunità indie dei giochi di ruolo come the Forge crebbe su internet, studiando il gioco di ruolo e sviluppando la teoria GNS sui giochi di ruolo. Molti giochi, soprattutto quelli degli scrittori indie sono ora progettati usando consapevolmente le teorie sui giochi di ruolo.

## Esempi di teorie dei giochi di ruolo
Esempi di teorie dei giochi di ruolo includono:
Triplice modello
sviluppato all'interno del newsgroup rec.games.frp.advocacy nel 1997-1998, proposto da Maria Kuhner e trasformato in FAQ da John Kim. Ipotizza che ogni decisione del game master venga presa per il bene del gioco, del dramma o della simulazione. In tal modo, anche le scelte del giocatore, lo stile narrativo del GM, ed il set di regole possono essere caratterizzati come orientati al gioco, al dramma o alla simulazione, o più generalmente in qualche punto tra questi tre estremi. A volte è chiamata teoria GDS. In senso stretto, il triplice modello si occupa delle interazioni sociali tra i giocatori, ma è stata estrapolata per usarla nel progetto dei giochi, sia dentro che fuori dal mondo dei giochi di ruolo. Un gioco può essere classificato secondo quanto fortemente incoraggia o facilita i giocatori rafforzando i comportamenti corrispondenti a ciascuna categoria. Un progettista di giochi può trovarla utile perché può essere usata per spiegare perché i giocatori preferiscono giocare alcuni giochi invece di altri.
Teoria GEN
sviluppata all'Outpost Gaming nel 2001 in gran parte da Scarlet Jester. Si ipotizza un alto e basso “livello” di gioco, con il livello superiore dominato da un "intento" articolato in tre categorie: giocosa, esplorativa e narrativa. È stata influenzata dal Triplice Modello e dalla teoria GNS.
Il Big Model o Forge Theory
sviluppata nel forum The Forge tra il 1999 e il 2005 in gran parte da Ron Edwards, che aveva elaborato inizialmente la Teoria GNS. Ipotizza che i giochi di ruolo siano modellati in 4 livelli: il contratto sociale, l'esplorazione, la tecnica e l'effimera, con obiettivi creativi che disciplinano il collegamento tra il contratto sociale e la tecnica. Questa teoria descrive 3 tipi di impegni creativi, quello di gioco, quello narrativo e quello simulativo. La teoria è spiegata in dettaglio negli articoli GNS and Other Matter of Role Play Theory, System Does Matter, Narrativism: Story Now, Gamism: Step on Up e Simulationism: The Right to Dream di Ron Edwards, sulla pagina egli articoli di The Forge. Il Modello Big ha sostituito la Teoria GNS, una variante del Triplice Modello, elaborata in precedenza sempre da Ron Edwards.
La Teoria del Colore
elaborata nel 2002, sulla mailing-list francese créateurs-JDR da Niñoles Fabien. Discende dalla teoria SCARF e dalla teoria SCAR, con l'interazione delle teorie di lingua inglese. In questa teoria gli obiettivi della progettazione dei sistemi di gioco sono pensati come i colori primari della luce della TV. Verde per semplicità, Blu per realismo, Rosso per coerenza, con nozioni come l'adattabilità, la tenacia, la luminosità e la visibilità come estensioni della metafora.
Teoria dei Canali
sviluppata da Larry Hols nel 2003, ipotizza che il gioco si componga di "canali" di vario genere come "narrazione", "tono morale" o "fedeltà all'impostazione." Si è sviluppata in parte come una critica delle tre tesi di stile.
Scuola di Turku
Sviluppatasi  a Turku, Finlandia dal 1996, grazie soprattutto a Mike Pohjola. Sostiene che l'immersione (eläytyminen) sia il metodo principale del gioco di ruolo (soprattutto quello dal vivo), e la ricerca artistica sia il suo obiettivo primario. Lo stile immersionista è pensato per essere distinto da quello del dramma, del gioco e della simulazione, dato che i primi due sono considerati stili di GdR nettamente inferiori, adatti solo per altri medium diversi dal gioco di ruolo. Essa definisce il gioco di ruolo in un modo che abbraccia molte forme diverse, e rifugge le scelte normative su ciò che sono le forme migliori o più adeguate. "Un gioco di ruolo è ciò che viene creato nell'interazione tra i giocatori o tra giocatori e il gamemaster in un contesto diegetico specifico."